# Кубок європейських чемпіонів 1964—1965
Кубок європейських чемпіонів 1964—1965 — 10-й сезон Кубка європейських чемпіонів, головного європейського клубного турніру.

### Перший раунд
| Команда 1                  | Заг.    | Команда 2               | 1-й матч | 2-й матч |
| -------------------------- | ------- | ----------------------- | -------- | -------- |
| Сліма Вондерерс            | 0:7     | Динамо (Бухарест)       | 0:2      | 0:5      |
| Рейнджерс (Глазго)         | 5:5 3:1 | Црвена Звезда (Белград) | 3:1      | 2:4      |
| Рапід (Відень)             | 5:0     | Шемрок Роверс (Дублін)  | 3:0      | 2:0      |
| Ґленторан (Белфаст)        | 4:5     | Панатінаїкос (Афіни)    | 2:2      | 2:3      |
| Партизані (Тирана)         | 0:2     | Кельн                   | 0:0      | 0:2      |
| Андерлехт (Брюссель)       | 2:2 0:0 | Болонья                 | 1:0      | 1:2      |
| КР (Рейк'явік)             | 1:11    | Ліверпуль               | 0:5      | 1:6      |
| Хемі (Лейпциг)             | 2:6     | Вашаш ЕТО (Дьйор)       | 0:2      | 2:4      |
| Локомотив (Софія)          | 8:5     | Мальме                  | 8:3      | 0:2      |
| ДВС (Амстердам)            | 4:1     | Фенербахче (Стамбул)    | 3:1      | 1:0      |
| Рейпас (Лахті)             | 2:4     | Люн (Осло)              | 2:1      | 0:3      |
| Б1909 (Оденсе)             | 2:9     | Реал Мадрид             | 2:5      | 0:4      |
| Дукла (Прага)              | 4:4 0:0 | Гурник (Забже)          | 4:1      | 0:3      |
| Сент-Етьєн                 | 3:4     | Ла Шо-де-Фон            | 2:2      | 1:2      |
| Аріс Бонневуа (Люксембург) | 2:10    | Бенфіка (Лісабон)       | 1:5      | 1:5      |

### Другий раунд
| Команда 1            | Заг. | Команда 2            | 1-й матч | 2-й матч |
| -------------------- | ---- | -------------------- | -------- | -------- |
| Інтер (Мілан)        | 7:0  | Динамо (Бухарест)    | 6:0      | 1:0      |
| Рейнджерс (Глазго)   | 3:0  | Рапід (Відень)       | 1:0      | 2:0      |
| Панатінаїкос (Афіни) | 2:3  | Кельн                | 1:1      | 1:2      |
| Ліверпуль            | 4:0  | Андерлехт (Брюссель) | 3:0      | 1:0      |
| Вашаш ЕТО (Дьйор)    | 8:7  | Локомотив (Софія)    | 5:3      | 3:4      |
| ДВС (Амстердам)      | 8:1  | Люн (Осло)           | 5:0      | 3:1      |
| Реал Мадрид          | 6:2  | Дукла (Прага)        | 4:0      | 2:2      |
| Ла Шо-де-Фон         | 1:6  | Бенфіка (Лісабон)    | 1:1      | 0:5      |

### Чвертьфінали
| Команда 1         | Заг.    | Команда 2          | 1-й матч | 2-й матч |
| ----------------- | ------- | ------------------ | -------- | -------- |
| Інтер (Мілан)     | 3:2     | Рейнджерс (Глазго) | 3:1      | 0:1      |
| Кельн             | 0:0 2:2 | Ліверпуль          | 0:0      | 0:0      |
| ДВС (Амстердам)   | 1:2     | Вашаш ЕТО (Дьйор)  | 1:1      | 0:1      |
| Бенфіка (Лісабон) | 6:3     | Реал Мадрид        | 5:1      | 1:2      |

### Півфінали
| Команда 1         | Заг. | Команда 2         | 1-й матч | 2-й матч |
| ----------------- | ---- | ----------------- | -------- | -------- |
| Ліверпуль         | 3:4  | Інтер (Мілан)     | 3:1      | 0:3      |
| Вашаш ЕТО (Дьйор) | 0:5  | Бенфіка (Лісабон) | 0:1      | 0:4      |

### Фінал
| 27 травня 1965 |

| Інтер (Мілан) | 1:0 | Бенфіка |
| ------------- | --- | ------- |
| Жаїр 42'      |     |         |

| Сан-Сіро, Мілан Глядачів: 85 000 Арбітр: Готтфрід Дінст |